# Bilješevo
Bilješevo (en serbe cyrillique : Биљешево) est un village de Bosnie-Herzégovine. Il est situé dans la municipalité de Kakanj, dans le canton de Zenica-Doboj et dans la fédération de Bosnie-et-Herzégovine. Selon les premiers résultats du recensement bosnien de 2013, il compte 145 habitants.

## Histoire
Sur le territoire du village se trouve le site historique de Glavica dont les éléments les plus anciens remontent au Moyen Âge ; il englobe un site archéologique, 2 stećci (un type particulier de tombes médiévales), l'église Saint-Jean-Baptiste, un cimetière et le bâtiment de l'école élémentaire serbe ; ce site est inscrit sur la liste des monuments nationaux de Bosnie-Herzégovine.

## Démographie

### Évolution historique de la population
| 1948 | 1953 | 1961 | 1971 | 1981 | 1991 | 2013 |
| ---- | ---- | ---- | ---- | ---- | ---- | ---- |
| -    | -    | 276  | 301  | 253  | 239  | 145  |

|  |

### Communauté locale
En 1991, la communauté locale de Bilješevo comptait 935 habitants, répartis de la manière suivante :